# Cobos de Cerrato
Cobos de Cerrato is een gemeente in de Spaanse provincie Palencia in de regio Castilië en León met een oppervlakte van 46,51 km². Cobos de Cerrato telt 142 inwoners (1 januari 2016).

## Demografische ontwikkeling
Bron: INE, 1857-2011: volkstellingen